# Gustaf Lyth
Per Gustaf Lyth, född 6 mars 1848 i Visby, död 13 februari 1913 i Örebro södra församling, var en svensk skolman och författare. Han var son till Jacob Eberhard Lyth och från 1877 gift med Axelina Gripenberg (1851–1928).
Lyth var från 1887 lektor i latin och grekiska vid Örebro högre allmänna läroverk och utövade ett flitigt språkligt och litteraturhistoriskt författarskap. Lyth var även förebilden för ”den lärde lektor Lyth” som är med Hjalmar Söderbergs Markurells i Wadköping. Bland hans skrifter märks Lärobok i romerska antiqviteter (1877), Svensk stilistik i exempel (1896), Framstående mäns tankar om svenskt folklynne (1905) samt ett flertal arbeten om Esaias Tegnér som Tegnér och Frithiofs saga (1894), Tegnérstudier (1912) samt Tegnérs erotik (1912).
Lyth är begravd på Almby kyrkogård.

## Översättningar till svenska av Gustaf Lyth
Marcus Tullius Cicero: En väns tankar om vänskap, Stockholm AB Nordiska Bokhandeln i Distribution, Centraltryckeriet Stockholm, 1904